# 603 기지
603 기지는 중국의 준궤도 로켓 발사장이다. 광더 로켓 발사장(廣德火箭發射場)이라고도 한다.

## 역사
T-7 (로켓)은 중국 최초의 관측로켓이다. 1960년부터 1969년까지 24발을 발사했다. 그 중 일부를 603 기지에서 발사했다.
중국 동해안 안후이성 쉬안청시 광더현에 위치해 있다. 발사장은 사방이 산으로 둘러싸여 있다. 도로가 없어서 로켓 발사에 필요한 물품을 수송할 수도 없다. 그러나 난후이 발사장은 더 열악했는데, 이보다 업그레이드 된 발사장이다.
1960년 3월 발사장 건설이 시작되었으며, 6개월만에 완공했다. 기상관측소, 레이더, 통제추적소, 발사대, 타워, 연료저장소, 연소시험장, 거주구역 등이 건설되었다.
1960년 9월 T-7 관측로켓을 최초로 발사했다. 1960년부터 1966년까지 T-7, T-7A 관측로켓 여러발을 발사했다.
1964년 7월 19일, 흰생쥐 8마리를 싣고 T-7A/S1 관측로켓을 발사해서, 로켓을 회수했다.
1966년 7월 28일, 개 한마리를 싣고 T-7A/S2 관측로켓을 발사했다. 603 기지의 마지막 발사 기록이다.